# Вигнаньце
Вигнаньце (пол. Wygnańce) — село в Польщі, у гміні Лісневичі Холмського повіту Люблінського воєводства. Населення — 63 особи (2011).

## Історія
За даними етнографічної експедиції 1869—1870 років під керівництвом Павла Чубинського, у селі здебільшого проживали українськомовні греко-католики, меншою мірою — польськомовні римо-католики.
У 1975—1998 роках село належало до Холмського воєводства.

## Демографія
Демографічна структура станом на 31 березня 2011 року:
|          | Загалом | Допрацездатний вік | Працездатний вік | Постпрацездатний вік |
| -------- | ------- | ------------------ | ---------------- | -------------------- |
| Чоловіки | 37      | 3                  | 30               | 4                    |
| Жінки    | 26      | 5                  | 8                | 13                   |
| Разом    | 63      | 8                  | 38               | 17                   |